# Olympische Winterspiele 2014/Teilnehmer (Luxemburg)
| Gelbes Symbol für Goldmedaillen mit stilisierten Olympischen Ringen | Graues Symbol für Silbermedaillen mit stilisierten Olympischen Ringen | Braundes Symbol für Bronzemedaillen mit stilisierten Olympischen Ringen |
| ------------------------------------------------------------------- | --------------------------------------------------------------------- | ----------------------------------------------------------------------- |
| —                                                                   | —                                                                     | —                                                                       |

Luxemburg nahm an den Olympischen Winterspielen 2014 in Sotschi mit einem Athleten teil. Kari Peters hatte sich als erster Luxemburger für die Wettbewerbe des Skilanglaufs bei Olympischen Spielen qualifiziert.

## Sportarten

### Skilanglauf
| Männer - Kari Peters |